# Ullersbach (Lausitzer Neiße)

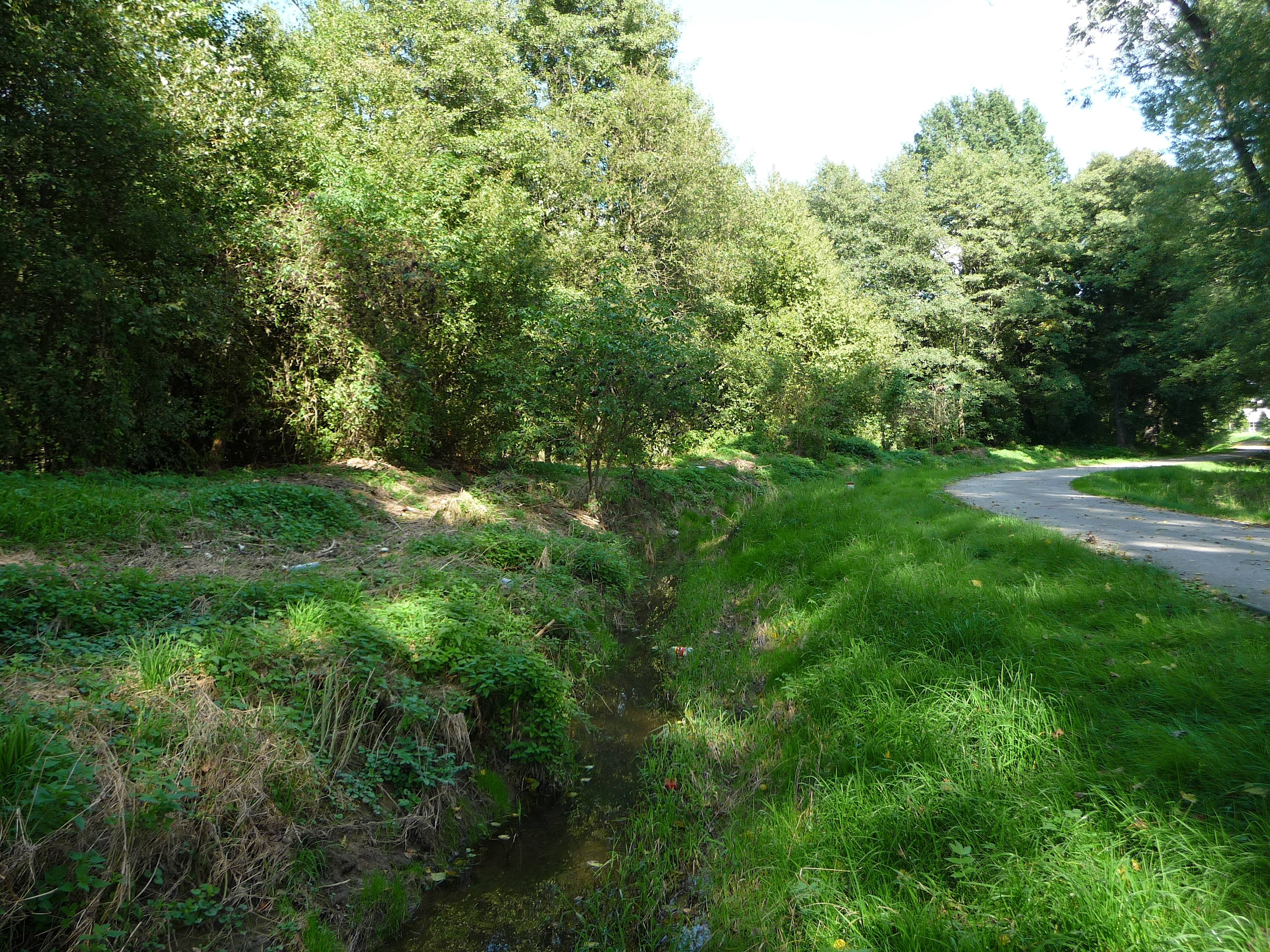
Der Oldřichovský potok / Lubota nahe dem Dreiländereck

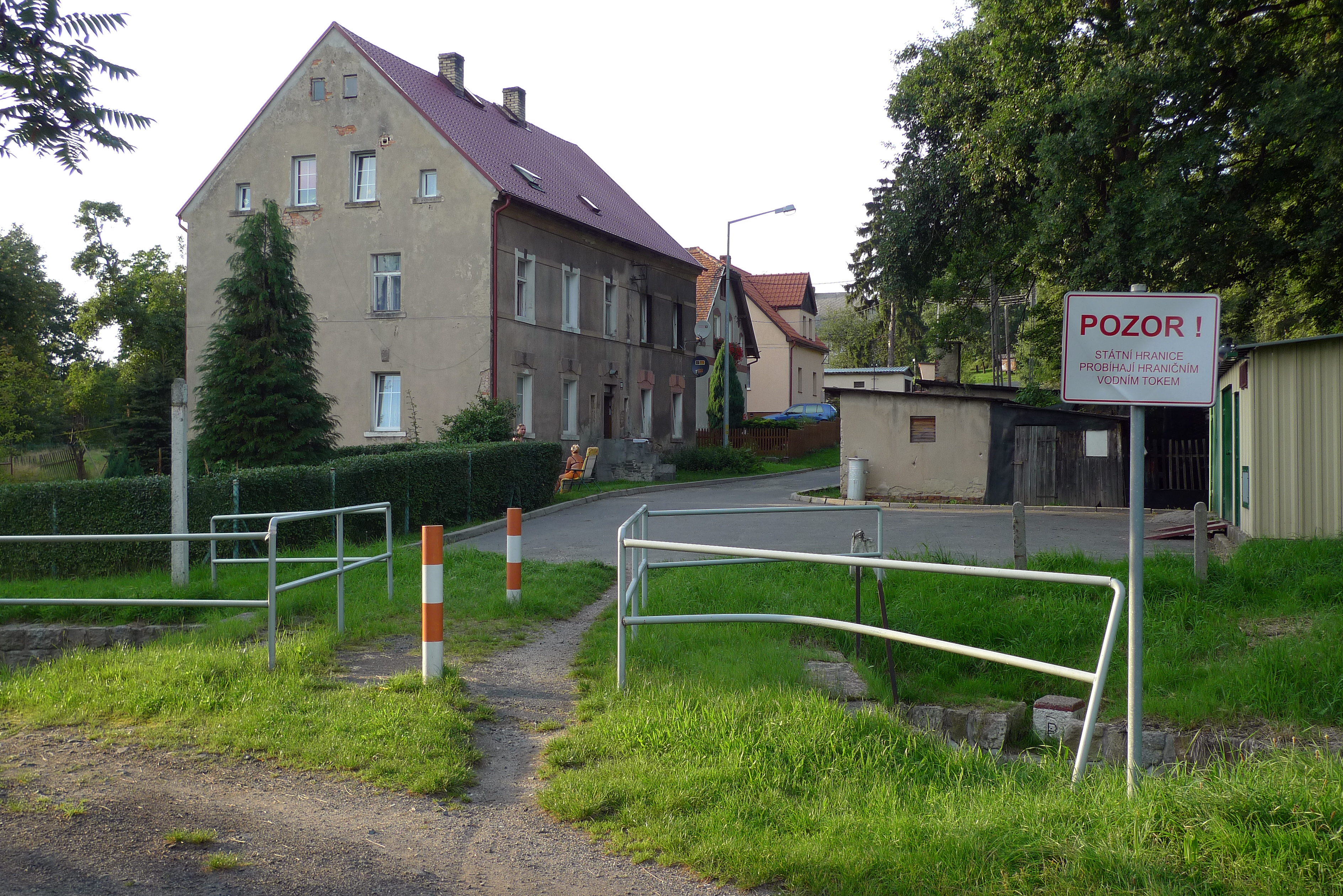
Fußgängerbrücke über den Ullersbach zwischen Oldřichov na Hranicích und Kopaczów

Der Ullersbach, auch Ullersdorfer Bach (tschechisch Oldřichovský potok, polnisch Lubota) ist ein rechter Zufluss der Lausitzer Neiße in Tschechien. Auf einer Länge von 3,48 Kilometern bildet der kleine Bach die Grenze zwischen Polen und Tschechien.

## Verlauf
Der Oldřichovský potok entspringt nordöstlich von Hrádek nad Nisou auf der Zlatá výšina (Goldene Höhe) im Grottauer Becken (Hrádecká pánev) und fließt in seinem Oberlauf durch einen bewaldeten Grund mit nordwestlicher Richtung nach Oldřichov na Hranicích. Dort nimmt der Bach westliche Richtung und bildet die tschechisch-polnische Staatsgrenze, die Oldřichov na Hranicích von den polnischen Ortschaften Kopaczów und Luptin trennt. Nördlich von Hrádek nad Nisou wird der Ullersbach von der neuen Fernstraße I/35 zwischen Chrastava und Zittau sowie der Bahnstrecke Liberec–Zittau überbrückt. Am Unterlauf liegt linksseitig das Zollhaus an der alten Chaussee zwischen Hrádek nad Nisou und Zittau sowie das abgesoffene Restloch des zwischen 1957 und 1972 betriebenen neuen Tagebaus der Grube Důl Kristina. Nach knapp fünf Kilometern mündet der Ullersbach nordwestlich von Hrádek nad Nisou in die Lausitzer Neiße.
Sein zwischen Zittau, Hrádek nad Nisou und Hartau gelegener Mündungspunkt bildet das Dreiländereck zwischen Deutschland, Polen und Tschechien.
Der Ullersbach hat keine nennenswerten Zuflüsse.

## Geschichte

### Grenzbach
In dem zersplitterten Dorf Ullersdorf bestanden lange Zeit zwischen den Anteilen der Herrschaften Grafenstein und Seidenberg bzw. später Reibersdorf keine klaren Grenzverhältnisse. Die Flurstücke des langgestreckten Waldhufendorfes gehörten stark durchmischt zu dieser oder jener Herrschaft. Mit dem Übergang der Oberlausitz an Kursachsen ergab sich daraus ab 1635 die neue Situation der Teilung des Ortes in einen sächsischen und einen böhmischen Anteil, wobei die unüberschaubaren Grenzen in Ullersdorf weiter bestanden. 
Mit dem am 5. März 1848 abgeschlossenen Hauptgrenz- und Territorialrezess zwischen dem Königreich Sachsen und dem Kaisertum Österreich, der den Ausgleich der verschiedenen En- und Exklaven beider Staaten beinhaltete und am 12. März 1849 umgesetzt wurde, entstand eine klare Grenzlinie zwischen beiden Staaten. Dabei wurde im Niederdorf der Lauf des Ullersbaches als Grenze zwischen dem böhmischen Ullersdorf und dem sächsischen Oberullersdorf festgelegt.
Mit der Festsetzung der Oder-Neiße-Linie als deutscher Ostgrenze wurde der Ullersbach nach dem Ende des Zweiten Weltkrieges zum Grenzbach zwischen der Tschechoslowakei und Polen.

### Dreiländereck
Nach der Gründung der Deutschen Demokratischen Republik bildete die Mündung des Ullersdorfer Bach das Dreiländereck zwischen der DDR, Volksrepublik Polen und der Tschechoslowakei. Jedoch blieb der Grenzpunkt ein abgelegener Platz; in der näheren Umgebung bestanden keine Grenzübergänge zwischen den drei Staaten. 
Nach der Wende erfuhr das Dreiländereck zwischen Polen, der Tschechoslowakei und Deutschland eine politische Aufwertung. Anfang Mai 2004 erfolgte anlässlich der zentralen deutschen, tschechischen und polnischen Feier zur EU-Osterweiterung in Zittau ein Festakt am Dreiländereck, zu dem auch eigens eine Behelfsbrücke über die Neiße errichtet wurde. Nach dem Abbau der Behelfsbrücke und dem Abriss der baufälligen Himmelsbrücke fiel das Dreiländereck wieder in seine Abgeschiedenheit. Ein Projekt einer Fußgängerbrücke am Dreiländereck besteht seit 2006 und wurde bisher nicht realisiert.